# 孟鳩
孟鳩，是萨加玛塔专区索卢昆布县的一个城镇。该地海拔2,835米，位於都得科西河河旁。